# Casalborgone
Casalborgone is een gemeente in de Italiaanse provincie Turijn (regio Piëmont) en telt 1798 inwoners (31-12-2004). De oppervlakte bedraagt 20,2 km², de bevolkingsdichtheid is 89 inwoners per km².
De volgende frazioni maken deel uit van de gemeente: Ceriaglio, Borganino.

## Demografie
Casalborgone telt ongeveer 806 huishoudens. Het aantal inwoners steeg in de periode 1991-2001 met 13,2% volgens cijfers uit de tienjaarlijkse volkstellingen van ISTAT.
| Jaar | Inwoneraantal |
| ---- | ------------- |
| 1991 | 1505          |
| 2001 | 1704          |

## Geografie
Casalborgone grenst aan de volgende gemeenten: San Sebastiano da Po, Lauriano, Castagneto Po, Rivalba, Tonengo (AT), Aramengo (AT), Berzano di San Pietro (AT), Cinzano.